# Паульштернштрассе (станция метро)
«Паульштернштрассе» (нем. Paulsternstraße) — станция Берлинского метрополитена в округе Шпандау. Расположена на линии U7 между станциями «Хазельхорст» (нем. Haselhorst) и «Рордамм» (нем. Rohrdamm). Находится на пересечении улиц Паульштернштрассе и Ноннендаммаллее (нем. Nonnendammallee).

## История
Открыта 1 октября 1984 года в составе участка «Рордамм» — «Ратхаус Шпандау».

## Архитектура и оформление
Колонная двухпролётная станция мелкого заложения, сооружена по типовому проекту. Архитектор — Райнер Г. Рюммлер. Путевые стены покрыты тёмно-синим кафелем, на котором контрастно выделяются яркие цветы и трава, также выложенные кафельной плиткой. Потолок также покрашен в тёмно-синий цвет и украшен звездами, расположенными вокруг потолочных ламп. Колонны облицованы этернитовыми панелями и стилизованы под деревья. За нетипичную, даже для Берлинского метрополитена, пёстрость, оформление станции иногда подвергается критике специалистов. Выход расположен в центре платформы, планируется сооружение нового выхода.